# لوچیتسا (پوژارواتس)
لوچیتسا (به صربی: Lučica) یک منطقهٔ مسکونی در صربستان است که در ناحیه برانیچوو واقع شده‌است.